# Dennis Creffield

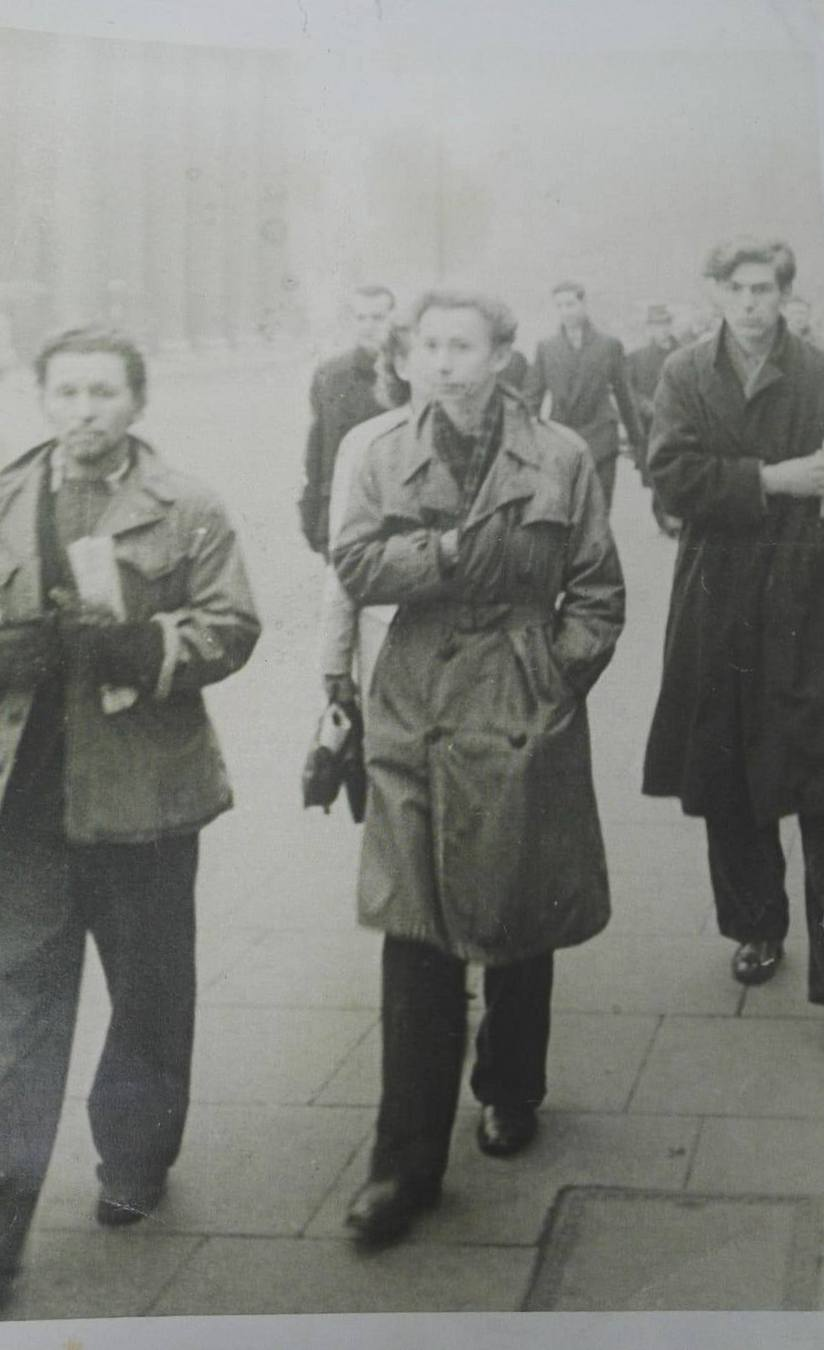
En ung Dennis Creffield (mitten) i Stockholm 1952. Okänd fotograf.

Dennis Creffield, född 29 januari 1931 i London, död 26 juni 2018 i Brighton, var en brittisk konstnär, vars verk finns på en rad museer runtom i världen, däribland Tate Gallery, British Museum, Los Angeles County Museum of Art, Williams College Museum of Art, Swindon Art Gallery, och i Sverige bland annat Sigtuna Museum.

## Biografi
Dennis Creffield är framförallt känd för sina teckningar av Englands katedraler, vilka han utförde på uppdrag av brittiska konstnärsrådet. Arbetet pågick från mitten av 1980-talet och innebar bland annat att Creffield under flera år bodde i en husbil medan han reste runt i England. Arbetet resulterade i den uppmärksammade utställningen English Cathedrals, som kom att turnera runtom i Storbritannien 1988 till 1990, samt i publikationen av en bok med samma titel.
Creffields arbeten vann beundran hos en rad samtida konstnärer och författare, bland dem R.B. Kitaj, Peter Redgrove, Edward Lucie-Smith, Henri Cartier-Bresson, Howard Jacobson och Peter Ackroyd.
En av Dennis Creffields tidigaste grupputställningar ägde rum 1952 på Galleri Gummeson på Strandvägen 17 i Stockholm. Hans stora målning The Crucifixion finns i Sankt Franciskus av Assisi katolska församling i Märsta.
Creffield hade nära band med Sverige och var nära vän med bland andra Lasse Söderberg, Sven-Bertil Taube och den ryskspråkiga exilpoeten Regina Derieva (som Creffield första gången träffade 1993 i Östra Jerusalem och sedermera kom att avbilda i en rad porträtt, vilka bl.a. finns på Sigtuna Museum; han kom även att illustrera omslagen till flera av hennes böcker).

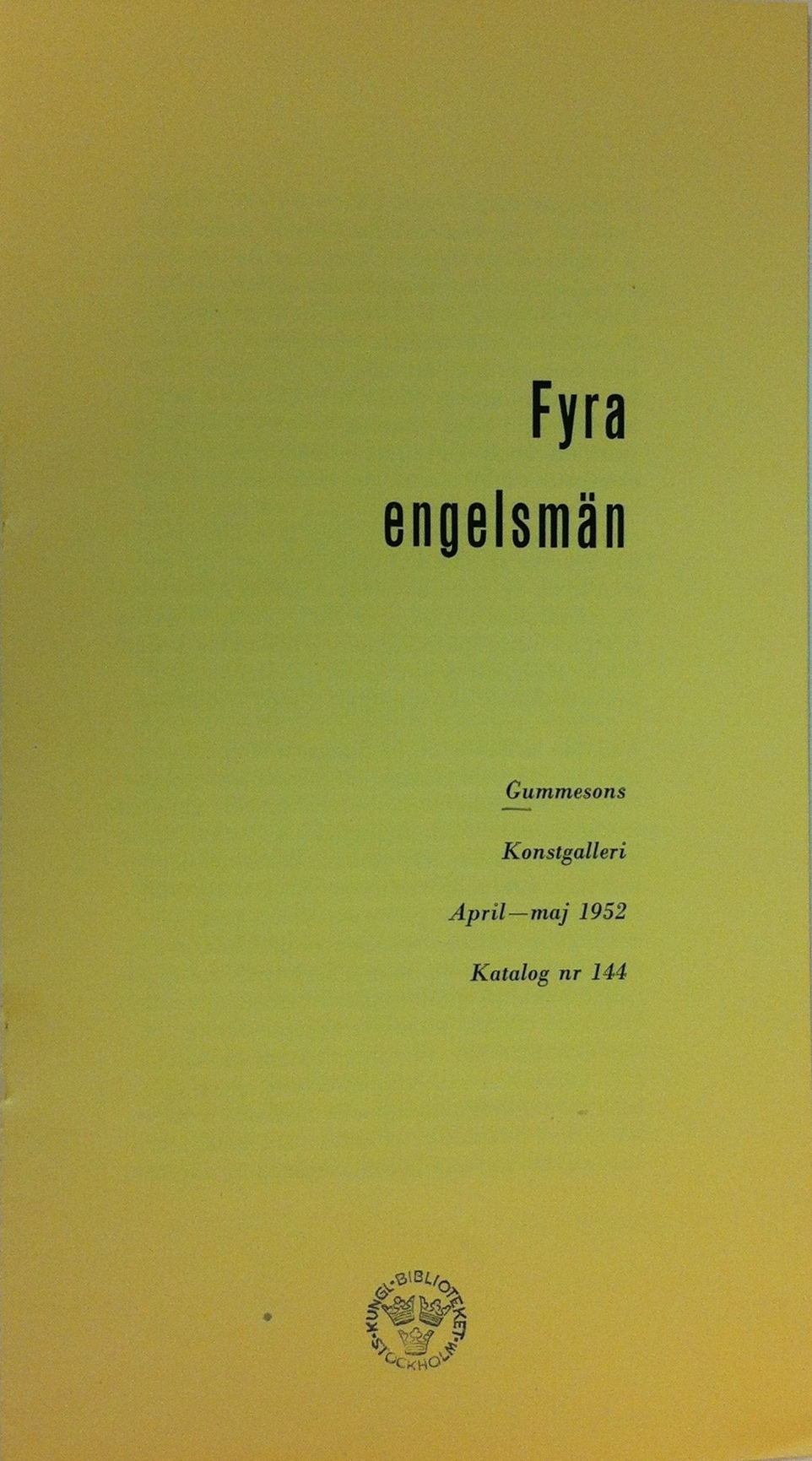
Katalog till utställningen på Galleri Gummeson, april-maj 1952